# Denemarken op het Eurovisiesongfestival 1988
Denemarken werd op het  Eurovisiesongfestival 1988 in Dublin, Ierland vertegenwoordigd door de groep Hot Eyes, met het lied Ka' du se hva' jeg sa'?. Het was de eenentwintigste deelname van Denemarken aan het festival.

## Finale
De Dansk Melodi Grand Prix, gehouden in de DR Studio's in Kopenhagen, werd gepresenteerd door Jørgen Mylius. Tien artiesten namen deel aan deze finale . De winnaar werd gekozen door 5 regionale jury's.
In een eerste ronde vielen de 5 liedjes af met de laagste scores en in de 2de ronde streden de vijf overgebleven artiesten voor de overwinning.
| Volgorde | Artiest                    | Lied                      | Punten | Plaats |
| -------- | -------------------------- | ------------------------- | ------ | ------ |
| 1        | Hip Hop                    | "Du kan gå med"           | -      | -      |
| 2        | Paul Mathiasen             | "Til dig"                 | -      | -      |
| 3        | Snapshot                   | "Tid til lidt kærlighed"  | 25     | 2      |
| 4        | Stig Rossen                | "Vi danser rock og rul"   | 17     | 4      |
| 5        | Anne Marie Busk            | "9½ minut"                | -      | -      |
| 6        | Lulu                       | "Johnny B. Goode"         | 13     | 5      |
| 7        | Henriette Lykke            | "Det' Okay"               | 21     | 3      |
| 8        | Anne Karin                 | "Gi' naturen chancen"     | -      | -      |
| 9        | Kirsten & Søren (Hot Eyes) | "Ka' du se hva' jeg sa'?" | 29     | 1      |
| 10       | Sirius                     | "Ene"                     | -      | -      |

Na 1984 en 1985 was het de derde keer dat Hot Eyes voor Denemarken op het Eurovisiesongfestival mocht aantreden.

## In Dublin
Denemarken moest tijdens het festival aantreden als 13de, na Oostenrijk en voor Griekenland. Aan het einde van de puntentelling bleek dat Hot Eyes op een derde plaats was geëindigd met 92 punten.
Men ontving drie keer het maximum van 12 punten.
België gaf 7 punten aan deze inzending en Nederland gaf er 12.

### Gekregen punten

#### Finale
| 12 punten                            | 10 punten                       | 8 punten | 7 punten | 6 punten               |
| ------------------------------------ | ------------------------------- | -------- | -------- | ---------------------- |
| - Frankrijk - Nederland - Oostenrijk | - IJsland - Noorwegen           |          | - België | - Israël - Portugal    |
| 5 punten                             | 4 punten                        | 3 punten | 2 punten | 1 punt                 |
|                                      | - Duitsland - Finland - Ierland | - Zweden |          | - Spanje - Zwitserland |

### Punten gegeven door Denemarken

#### Finale
Punten gegeven in de finale:
| 12 punten | Joegoslavië         |
| 10 punten | Verenigd Koninkrijk |
| 8 punten  | Zweden              |
| 7 punten  | Ierland             |
| 6 punten  | Duitsland           |
| 5 punten  | Noorwegen           |
| 4 punten  | IJsland             |
| 3 punten  | Frankrijk           |
| 2 punten  | Luxemburg           |
| 1 punt    | Spanje              |

1957 · 1958 · 1959 · 1960 · 1961 · 1962 · 1963 · 1964 · 1965 · 1966 · 1967-1977 · 1978 · 1979 · 1980 · 1981 · 1982 · 1983 · 1984 · 1985 · 1986 · 1987 · 1988 · 1989 · 1990 · 1991 · 1992 · 1993 · 1994 · 1995 · 1996 · 1997 · 1998 · 1999 · 2000 · 2001 · 2002 · 2003 · 2004 · 2005 · 2006 · 2007 · 2008 · 2009 · 2010 · 2011 · 2012 · 2013 · 2014 · 2015 · 2016 · 2017 · 2018 · 2019 · 2020 · 2021 · 2022 · 2023 · 2024 · 2025